# جلال أحمد
جلال أحمد (بالإنجليزية: Jalal Ahmad)‏ هو مهندس معماري باكستاني وبنغلاديشي، ولد في 1959 في سيلهيت في بنغلاديش.